# Vlaketunnel
De Vlaketunnel bevindt zich op Zuid-Beveland, in de Nederlandse provincie Zeeland. Hij ligt op het traject van de A58 van Bergen op Zoom naar Vlissingen, op het punt waar deze snelweg het Kanaal door Zuid-Beveland kruist. Om de groter wordende drukte te kunnen opvangen, is er eind jaren 60 besloten een tunnel aan te leggen, ook met het oog op het toenemende verkeer op het kanaal. In 1972 is begonnen met de bouw; in 1975 werd de tunnel geopend voor het verkeer. In 2010 werd de tunnel grondig gerenoveerd.

## Bouwwijze
Als constructiemethode is gekozen voor een afzinktunnel met ter plaatse gebouwde open toeritten. Omdat in het ontwerp rekening gehouden is met een toekomstige verbreding van het kanaal is gekozen voor een gesloten deel van 327 meter lengte. Dit in combinatie met toeritten van respectievelijk 197 en 249 meter levert een tunnel op met een totale lengte van 774 meter lang. Het diepste punt bevindt zich op –16,39 meter NAP. Het gedeelte van de tunnel dat afgezonken wordt, bestaat uit twee delen van elk 125 meter lengte. Deze twee delen worden geconstrueerd in een dok in het kanaal, in het gedeelte dat later als extra breedte voor de tunnel gebruikt wordt.
De constructie bestaat uit twee tunnelbuizen met ieder twee rijstroken en een vluchtstrook. Tussen de tunnelbuizen bevindt zich een 1 meter brede servicetunnel, waar kabels en leidingen toegankelijk zijn. De totale breedte van de tunnel is 29,80 meter.
De toeritten van de tunnel zijn ter plaatse droog gebouwd. Daarna is de geul in de bodem van het kanaal uitgebaggerd, waarna de bouwdokken voor de afzinktunnels gebouwd zijn. Deze delen bestaan elk uit zes elementen, waarvan eerst de bodem gestort wordt en daarna de wanden en het dak. De tunnelelementen zijn bij het afzinken niet helemaal op de bodem gelegd maar eerst op een tijdelijke fundering van 0,8 meter geplaatst. Hierna is er vanuit de tunnel zand onder de elementen gespoten waardoor er een zeer strakke verbinding ontstaat tussen tunnel en kanaalbodem.

## Renovatie
Nadat de tunnel in de jaren ervoor al last had gehad van enkele (kleine) ouderdomsverschijnselen, werd besloten om in maart/ mei 2010 de Vlaketunnel een grondige renovatiebeurt te geven waarmee het voldoet aan Europese regelgeving.
Onder andere zijn de verlichting, de noodstroomvoorziening, de bedieningscentrale, de wegsignalering, de ongevaldetectie, het camerasysteem en de blusinstallatie compleet vervangen. Vooral de nieuwe verlichting is het paradepaardje van de tunnel geworden; de Vlaketunnel is namelijk de eerste tunnel ter wereld die volledig (zowel ingangs- en interieurverlichting) is voorzien van ledverlichting. Deze oplossing heeft een aantal voordelen: minder onderhoud, tot wel vijftig procent energiebesparing ten opzichte van conventionele verlichting, en meer comfort voor de weggebruiker. Er is gekozen voor lijnverlichting zodat de weggebruiker geen last meer heeft van een flikkereffect op het dashboard. De vluchtroutes zijn ook gewijzigd om de tunnel nog veiliger te maken.

## Schade
Op vrijdagavond 12 november 2010 sloot Rijkswaterstaat de Vlaketunnel af. Na hevige regenval was over de volle breedte van een moot van de oostelijke toerit de bakconstructie 10 tot 15 centimeter omhoog gekomen, wat vooral schade opleverde aan auto's die vanuit Bergen op Zoom richting Vlissingen reden. Het verkeer werd omgeleid via de naastliggende Vlakebrug. Gedurende het weekend van 13 en 14 november hebben vrachtwagens geladen met zand en beton op de A58 gestaan. Daarop volgend werd, in plaats van de vrachtwagens, extra ballast aangebracht in de vorm van betonnen blokken. Dit had als gevolg dat het wegdek weer op zijn plaats werd gedrukt. Hierna ging de tunnel weer open, maar kon het verkeer uitsluitend van de vluchtstrook gebruikmaken.
Onderzoeksinstituut Nederlandse Organisatie voor toegepast-natuurwetenschappelijk onderzoek (TNO) stelde vast dat de kwaliteit van het staal van de trekankers in de loop der tijd onvoldoende was geworden. Lokaal was de treksterkte van de voorspanstaven in de trekpalen aanzienlijk lager geworden dan de ontwerpwaarde. Ook was bij de breuk van de staven zuiver bros bezwijken opgetreden; geen enkel vloeigedrag was aanwezig. Uit onderzoek ter plaatse is gebleken dat meer dan helft van de trekankers gebroken was. 
In totaal zijn 1254 nieuwe Gewi-ankers van elk 30 m lengte geplaatst en verankerd aan de vloer van beide toeritten.
Op 21 april 2011 ging de Vlaketunnel weer volledig open voor het verkeer.
De tunnel was al een jaar in gebruik toen in 1976 in het kader van de Oosterscheldekering werd besloten het kanaal te verbeteren en daarbij de sluizen in Wemeldinge te laten vervallen. Sinds 1993 doet zich twee keer per etmaal hoog- en laagwater voor met een verschil van ongeveer 3 meter. Het effect hiervan op de slappe ondergrond in het gebied waar de tunnel is gebouwd, was echter niet de primaire oorzaak voor het breken van de trekankers onder de oostelijke toerit, waardoor op 12 november het wegdek omhoog kwam. De primaire reden voor het breken van de trekpalen was gelegen in de lokaal slechte waarden voor de treksterkte van de voorspanstaven als onderdeel van de trekpalen. De precieze reden voor het optreden van dit sterkteverlies in de loop der tijd kon echter niet worden achterhaald.